# Betzhorn
Betzhorn is een dorp in de Duitse gemeente Wahrenholz in de deelstaat Nedersaksen. In 1974 werd het dorp met Wahrenholz samengevoegd.